# Holden Special
De Holden Special was een model van het Australische automerk Holden van 1953 tot 1968. De sedan werd in de Holden FJ-serie geïntroduceerd als het nieuwe topmodel. Vanaf de tweede - FE - serie was het model ook als stationwagen beschikbaar. Toen de modellen in de HK-serie in 1968 nieuwe namen kregen werd de Special opgevolgd door de Holden Kingswood.

## Geschiedenis

### Eerste generatie (FJ, 1953-1956)
De Holden Special werd met Holdens FJ-serie in 1953 geïntroduceerd. In de voorgaande FX had het merk met de Standard enkel een basismodel gehad, een model dat overigens een enorm succes kende. Er was ook vraag naar een duurder, beter uitgerust model en dus kwam er de Special. In de FJ-serie was de Special enkel als sedan te verkrijgen.

### Tweede generatie (FE-FC, 1956-1960)
De hertekende Holden FE-serie bracht daar verandering in. De sedans werden halfweg 1956 geïntroduceerd. Van de modellen Standard en Special verscheen in maart 1957 ook een stationwagen die Station Sedan heette. Voor 1958 kreeg deze serie een facelift tot FC-serie.

### Derde generatie (FB-EK, 1960-1962)
Een nieuwe generatie verscheen in 1960 in de Holden FB-serie. Deze was groter en zwaarder geworden en geïnspireerd op de Amerikaanse auto. Het model Holden Business verdween, de Special Sedan en Special Station Sedan bleven. In 1961 volgde met de EK-serie een facelift. Hier lanceerde Holden haar eerste automatische versnellingsbak, een met drie trappen van Amerikaanse oorsprong, die enkel op de Special optioneel te verkrijgen was. De Special was intussen ook het populairste model van het Australische merk geworden.

### Vierde generatie (EJ-EH, 1962-1965)
Voor 1962 werden de modellen opnieuw hertekend tot de EJ-serie. Boven de Special kwam een nieuw luxemodel te staan: de Holden Premier. Die kreeg wel standaard een automaat. In 1963 volgde de EH-facelift. De belangrijkste vernieuwing was de nieuwe motor, nog steeds een zes-in-lijn, beschikbaar in een 2,45 en een 2,95 liter versie. De Special bleef het best verkopende model. Een maand na de introductie werd ook een S4 Special Sedan uitgebracht als sportmodel. Hiervan werden slechts 120 stuks gemaakt.

### Vijfde generatie (HD-HR, 1965-1968)
De Holden HD-serie was opnieuw hertekend, maar de nieuwe lijnen vielen niet in de smaak bij het Australische publiek. Na een goede start faalde de serie en werd ze vervroegd opgevolgd door de HR. Die HR-serie was in de VS getekend en bracht opnieuw succes voor Holden. In de catalogus stonden nog steeds de Special Sedan en - Station Sedan. In 1968 introduceerde Holden met de nieuwe HK-serie ook nieuwe modelnamen. De Special ging Kingswood heten waarvan een Sedan en een Wagon versie verschenen.

## Series

### Eerste generatie
- 1953: Holden FJ

### Tweede generatie
- 1956: Holden FE
- 1958: Holden FC

### Derde generatie
- 1960: Holden FB
- 1961: Holden EK

### Vierde generatie
- 1962: Holden EJ
- 1963: Holden EH

### Vijfde generatie
- 1965: Holden HD
- 1966: Holden HR

## Submodellen
- 1953-1968: Sedan
- 1957-1968: Station Sedan
- 1963-1965: S4 Special Sedan